# Un meurtre sera commis le... (téléfilm, 1985)
Pour les articles homonymes, voir Un meurtre sera commis le... (homonymie).
Un meurtre sera commis le... (A Murder is Announced) est un téléfilm policier britannique de la série télévisée Miss Marple, réalisé par David Giles, sur un scénario d'Alan Plater, d'après le roman Un meurtre sera commis le... d'Agatha Christie.
Ce téléfilm en trois parties, qui constitue le 3e épisode de la série, a été diffusé pour la première fois le 28 février 1985 sur la BBC.

## Synopsis
Lorsqu'un meurtre est annoncé dans la gazette locale de Little Paddocks pour le soir même, à 18 heures 30, tout le monde pense à une amusante « murder party », imaginée par quelque facétieux. Aussi, tout le voisinage, émoustillé, arrive au rendez-vous. Quand survient l'heure fatidique, la lumière s'éteint, l'assassin paraît et des coups de feu éclatent ! Mais, c'est ce même étranger qu'on retrouve, mort, tombé sur le parquet, son pistolet à la main...

## Fiche technique
- Titre français : Un meurtre sera commis le...
- Titre original (anglais) : A Murder is Announced
- Réalisation : David Giles
- Scénario : Alan Plater, d'après le roman Un meurtre sera commis le... (1950) d'Agatha Christie
- Décors : Raymond Cusick
- Costumes : Brian Willis
- Photographie : Peter Hall
- Montage : Jerry Leon
- Musique originale : Alan Blaikley et Ken Howard
- Production : Guy Slater
- Sociétés de production :
  - British Broadcasting Corporation (Royaume-Uni)
  - A&E Television Networks (États-Unis)
  - Seven Network (Australie)
- Durée : téléfilm en trois parties, d'une durée totale de 153 minutes
- Pays d'origine :  Royaume-Uni
- Langue originale : Anglais
- Genre : Policier
- Ordre dans la série : 3e épisode
- Première diffusion :
  -  Royaume-Uni : 28 février 1985

## Distribution
- Joan Hickson : Miss Marple
- Ursula Howells : Letitia Blacklock
- Renée Asherson : Dora Bunner (la dame de compagnie de Miss Blacklock)
- Samantha Bond : Julia Simmons
- Simon Shepherd (VF : José Luccioni) : Patrick Simmons
- Nicola King : Phillipa Haymes
- Elaine Ives-Cameron : Hannah (la domestique de Miss Blacklock)
- Ralph Michael : le colonel Easterbrook
- Sylvia Syms : Mrs. Easterbrook
- Matthew Solon : Edmund Swettenham
- Mary Kerridge : Mrs. Swettenham
- Joan Sims : Miss Murgatroyd
- Paola Dionisotti (en) : Miss Hinchcliffe
- Vivienne Moore : Mrs. Bunch Harmon
- David Collings : le révérend Harmon
- David Pinner (VF : Vincent Grass) : Mr. Rowlanson
- Tim Carrington : Rudi Scherz
- Liz Crowther : Myrna Harris
- Victoria Williams : Julia
- Richard Bebb : Rydesdale
- John Castle : l'inspecteur Craddock
- Kevin Whately : le sergent Fletcher
- Joyce Carey : Belle Goedler
- Kay Gallie : l'infirmière McClelland

## Note
Ce téléfilm ne doit pas être confondu avec Un meurtre sera commis le..., téléfilm initialement diffusé, en 2005, dans le cadre de la seconde série télévisée titrée Miss Marple.